# جون راي (ملحن)
جون راي (بالإنجليزية: John Rae)‏ هو عازف جاز وملحن بريطاني، ولد في 8 يونيو 1966 في إدنبرة في المملكة المتحدة.